# Mikołaj Siemion
Mikołaj Siemion (ur. 8 sierpnia 1891 w Ratoszynie, zm. 28 października 1942 w KL Auschwitz) – polski nauczyciel i kierownik szkoły powszechnej w Krzczonowie, legionista, członek konspiracji pod okupacją niemiecką. 

## Życiorys
Urodził się na Lubelszczyźnie, we wsi Ratoszyn w 1891 w rodzinie z tradycjami niepodległościowymi. Wiadomo bowiem, że jego pradziadek walczył w powstaniu styczniowym, za co zapłacił życiem, powieszony przez Kozaków. W młodości Mikołaj był również zaangażowany w propolską działalność. Zamieszany w udział w zamachu na lubelskiego szefa policji carskiej, w wieku 20 lat był zmuszony uciekać do USA, aby uniknąć aresztowania.
Z emigracji powrócił szybko na wieść o wybuchu wojny i tworzonych przez Piłsudskiego Legionach Polskich. Wracając dotarł do miejscowości Kęty, do stacjonującej tam I Brygady, niedługo po jej walkach pod Łówczówkiem. Na front wyruszył 28 lutego 1915 i walczył do końca 24 października tego roku z I pułkiem, I baonu, II kompanii I Brygady. Jego udział w walkach przerwała choroba, którą przechodził najpierw w szpitalu we Włodzimierzu Wołyńskim, później w Rzeszowie i Wiedniu.
Szpital opuścił w marcu 1916 r. Osiedlił się w Lublinie, w którym podjął się pracy organizacyjnej w Polskiej Organizacji Wojskowej (POW). Wkrótce poznał nauczycielkę Apolonię Urban, z którą 6 września tego samego roku wziął ślub w Ratoszynie. W kolejnym roku we wsi Majdan Radliński objął posadę nauczyciela.
W 1920 po wybuchu wojny polsko-bolszewickiej mianowano go komendantem Związku Obrońców Ojczyzny na powiat Janów Lubelski. Zadaniem tej jednostki było przeprowadzanie działań dywersyjnych i wywiadowczych na tyłach wroga. W październiku 1920 r. po skończonych walkach powrócił do pracy w oświacie. W następnym roku przeniósł się z rodziną do wsi Krzczonów. Jako uczestnik walk niepodległościowych w czasie I wojny światowej, otrzymał tam odpłatnie działkę ziemi z rozparcelowanego majątku. W miejscowej szkole objął posadę kierownika szkoły powszechnej. Działalność polityczną kontynuował w kilku organizacjach: Polskim Stronnictwie Ludowym „Wyzwolenie”, jako członek Zarządu POW, członek Zarządu Okręgu Związku Legionistów Polskich i członek Zarządu Powiatowego BBWR.
W latach 20. ukończył w Warszawie wyższy kurs nauczycielski. Praca nauczyciela i kierownika szkoły stanowiła dla niego również zadanie patriotyczne, zdawał sobie bowiem sprawę z wagi kształcenia dzieci i młodzieży dla nowo powstałego państwa polskiego, o czym pisał w prowadzonych przez siebie zapiskach. Za jego kadencji szkole w Krzczonowie nadano w 1924 r. sztandar i imię Stanisława Staszica. Wykończono też budynek „nowej szkoły”, w 1937 roku położono kamień węgielny pod budowę kolejnego budynku oraz zaczęto gromadzić materiał na budowę uniwersytetu ludowego.
W czasie II wojny światowej działał w konspiracji. Został aresztowany przez Niemców 30 lipca 1941 i postrzelony podczas próby ucieczki. Był torturowany na Zamku Lubelskim, a następnie wysłany do KL Auschwitz jako więzień nr 19846. Tam został rozstrzelany 28 października 1942. 
Miał dwie córki (zmarły wkrótce po urodzeniu) i siedmiu synów byli to: Maksymilian 
(ur. 1917), Lucjan (ur. 1919), Bogusław (ur. 1921), Leszek (ur. 1926), aktor Wojciech (ur. 1928), 
Stanisław (ur. 1930) i profesor chemii Ignacy (ur. 1932).
5 czerwca 2010 Gimnazjum w Krzczonowie nadano imię Mikołaja Siemiona.